# كهف مارك توين
كهف مارك توين (بالإنجليزية: Mark Twain Cave)‏؛ هو كهف يقع في مقاطعة رالز في الولايات المتحدة.

## السياحة
يعد «كهف مارك توين» أحد مواقع الجذب السياحي في مقاطعة رالز في ولاية ميزوري الأمريكية.